# علم وظائف الأعضاء المتعلق بالملابس

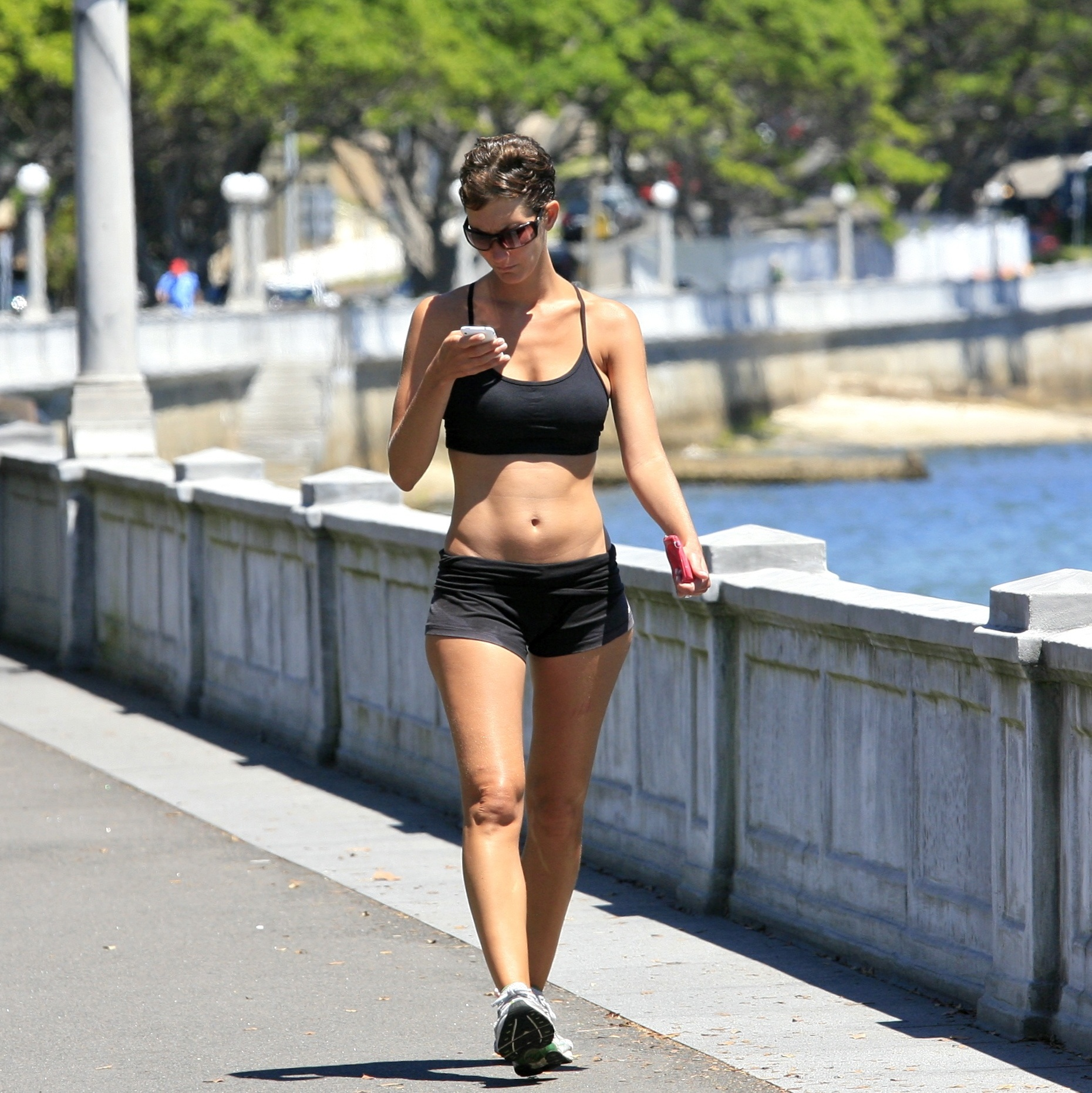
امرأة ترتدي حمالة صدر رياضية وشورت قصير ، وهي ملابس رياضية نسائية تقليدية، لكنها الآن ترتديها النساء في الغرب كملابس غير رسمية أو الأثليجر

فسيولوجيا الملابس هو فرع من العلوم يدرس التفاعل بين الملابس والجسم البشري، مع التركيز بشكل خاص على كيفية تأثير الملابس على الاستجابات الفسيولوجية والنفسية للأفراد في ظل ظروف بيئية مختلفة. ويهدف بحث فسيولوجيا الملابس إلى تطوير فهم أفضل لكيفية تصميم الملابس لتحسين الراحة والأداء والحماية للأفراد في مختلف البيئات، بما في ذلك الترفيه في الهواء الطلق والبيئات المهنية والسياقات الطبية.

## غرض الملابس
غالبًا ما تُبسط الدوافع البشرية للارتداء في النظريات الثقافية والاجتماعية، بافتراض أنها مدفوعة فقط بالحياء أو الزينة أو الحماية أو الجنس. ومع ذلك، فإن الملابس مدفوعة في المقام الأول بالبيئة، حيث يتأثر شكلها بالخصائص البشرية والسمات، وكذلك العوامل الفيزيائية والاجتماعية مثل العلاقات الجنسية والزي والطبقة والصف والديانة. وفي النهاية، يجب أن تكون الملابس مريحة في مختلف الظروف البيئية لدعم السلوك الفسيولوجي. وُصف مفهوم الملابس بشكل مناسب بأنه نظام شبه فسيولوجي يتفاعل مع جسم الإنسان.

### الأنظمة شبه الفسيولوجية
يمكن اعتبار الملابس نظامًا شبه فسيولوجي يتفاعل مع الجسم بطرق مختلفة، تمامًا مثل الأنظمة الفسيولوجية المتميزة للجسم البشري، مثل الجهاز الهضمي والجهاز العصبي، والتي يمكن تحليلها بشكل منهجي.

## غرض فسيولوجيا الملابس

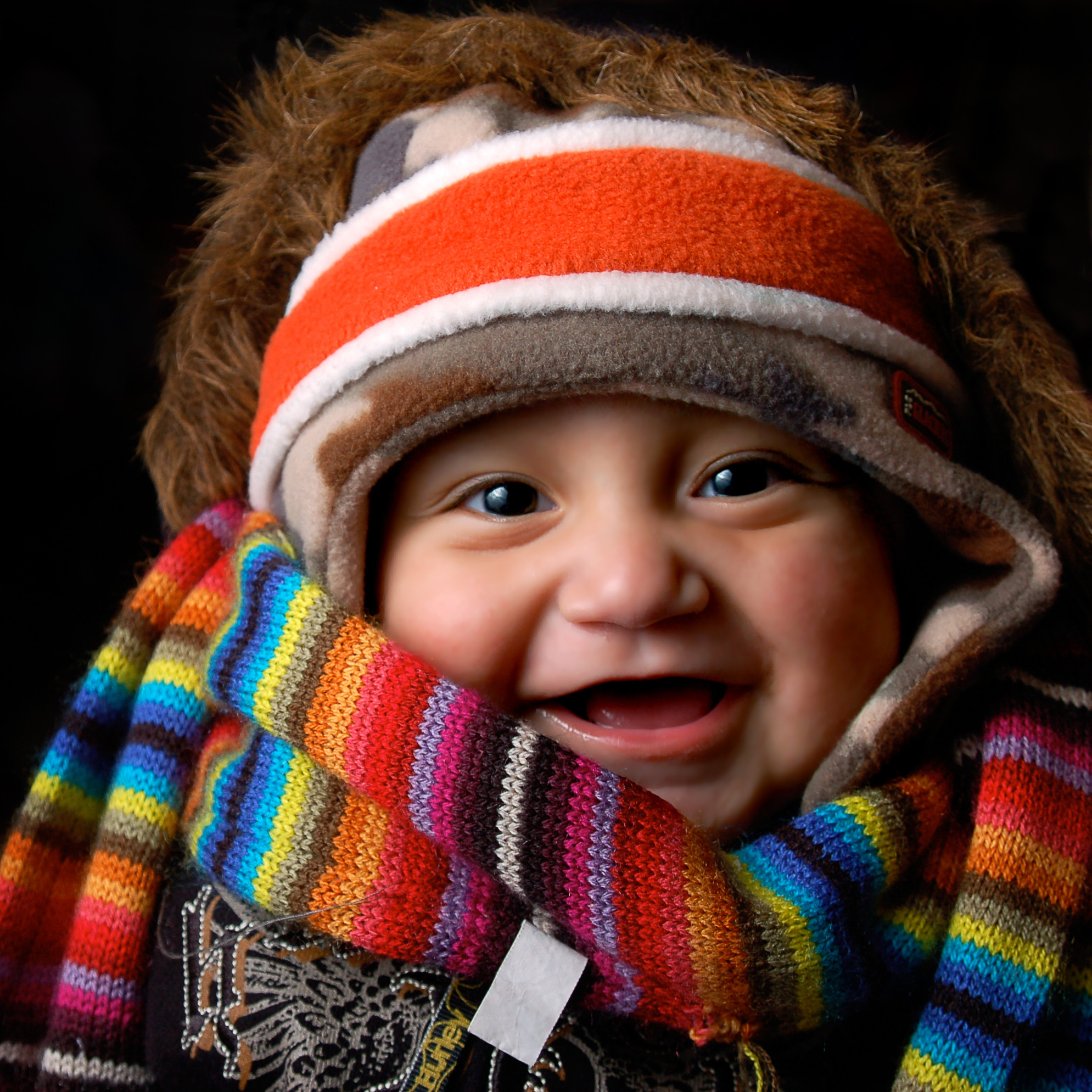
طفل يرتدي العديد من الملابس الشتوية : طوق شعر، وقبعة، ومعطف مبطن بالفراء، ووشاح، وسترة

لا يمكن أن يُعزى قبول الراحة المتصورة لقطعة الملابس إلى خصائصها الحرارية وحدها. بل إن الشعور بالراحة عند ارتداء الملابس مرتبط بعوامل مختلفة، بما في ذلك مقاس القطعة، وخصائصها في امتصاص الرطوبة، والخصائص الميكانيكية للألياف والاقمشة المستخدمة في بنائها.
يتناول مجال فسيولوجيا الملابس التفاعل المعقد بين جسم الإنسان والظروف البيئية والملابس. من خلال استخدام الطرق العلمية، من الممكن قياس وتحديد آثار الملابس بدقة على راحة من يرتديها ورفاهيته العامة.
يُعرف لويس نيوبورغ على نطاق واسع بين فسيولوجيي الحرارة بشكل أساسي لدوره كمحرر كتاب "فسيولوجيا تنظيم الحرارة وعلم الملابس". من منظور فسيولوجي، فإن غرض الملابس هو حماية الجسم من درجات الحرارة القصوى، سواء كانت حارة أو باردة. يمكن وصف دور الملابس في التأثير على راحة من يرتديها بأنه العلاقة بين الجسم والمحيط. عند الانخراط في الأنشطة الخارجية، يتأثر مستوى راحة الفرد بالعوامل البيئية المختلفة، مثل درجة حرارة الهواء والرطوبة والإشعاع الشمسي والإشعاع الحراري الجوي والأرضي. إن وضعية من يرتديها ومعدل الأيض ومعدل التعرق والعمليات الجسدية مثل امتصاص الرطوبة وتبخر العرق وفقدان الحرارة من خلال التوصيل والحمل الحراري عبر الدم، تعد من بين العوامل الإضافية التي تلعب أيضًا دورًا في تحديد مستوى راحة الفرد.

### علم وظائف أعضاء الجلد
يسهل الاتصال بين الملابس والجلد تنظيم درجة حرارة الجسم من خلال التحكم في تدفق الدم وتبخر العرق في المناطق المحلية. ومع ذلك، يجب أن يأخذ تصميم الأقمشة الوظيفية التي تنظم درجة حرارة الجلد بكفاءة في الاعتبار عوامل حاسمة مثل العمر والجنس ومستوى النشاط. يلعب الجلد دورًا حيويًا في حماية توازن الجسم من خلال أداء مجموعة متنوعة من الوظائف الحمائية الحاسمة. تتفاعل الملابس والمنسوجات الأخرى بشكل ديناميكي مع وظائف الجلد، ويمكن أن تؤدي الخصائص الميكانيكية للنسيج، مثل خشونة سطحه، إلى حدوث تفاعلات جلدية غير محددة، مثل عدم تحمل الصوف أو تقرن الجريبات الشعرية.

#### الراحة الحرارية والعزل
من الشائع التعبير عن النشاط الأيضي من حيث إنتاج الحرارة. ينتج البالغ المستريح عادةً 100 واط من الحرارة، مع تبديد كمية كبيرة من خلال الجلد. يبلغ إنتاج الحرارة لكل وحدة مساحة من الجلد، المشار إليه باسم 1 مت (المعادل الأيضي للمهمة)، حوالي 58 واط /متر مربع للفرد المستريح، استنادًا إلى مساحة سطح الجلد المتوسطة للذكر الأوروبي البالغ حوالي 1.8 متر مربع. وتبلغ مساحة سطح الجلد المتوسطة للإناث الأوروبيات 1.6 متر مربع للمقارنة.
تتراوح درجات حرارة الجلد التي تتوافق مع الراحة أثناء الأنشطة الثابتة من 91.4 درجة فهرنهايت إلى 93.2 درجة فهرنهايت (33 درجة مئوية إلى 34 درجة مئوية)، وتنخفض هذه الدرجات مع زيادة مستوى النشاط البدني. تسبب درجة حرارة الجلد التي تتجاوز 45 درجة مئوية أو تنخفض عن 18 درجة مئوية إحساسًا بالألم. ترتفع درجات الحرارة الداخلية مع النشاط. يبلغ مركز تنظيم درجة حرارة الدماغ حوالي 36.8 درجة مئوية عند الراحة ويرتفع إلى حوالي 37.4 درجة مئوية عند المشي و 37.9 درجة مئوية عند الجري الخفيف. يمكن أن تسبب درجة حرارة أقل من 28 درجة مئوية عدم انتظام ضربات قلب خطيرة، بينما يمكن أن تؤدي درجة حرارة أعلى من 43 درجة مئوية إلى تلف دائم في الدماغ. لذلك، من الضروري تنظيم درجة حرارة الجسم بعناية من أجل الراحة والصحة على حد سواء.
يمكن الإشارة إلى عزل الملابس باستخدام وحدة القياس المسماة "كلو". في حالة عدم وجود ملابس، تتشكل طبقة رقيقة من الهواء الساكن تعرف باسم طبقة الحدود بالقرب من الجلد، تعمل كطبقة عازلة تحد من تبادل الحرارة بين الجلد والبيئة المحيطة. تقدم هذه الطبقة عادة حوالي 0.8 كلو من العزل في حالة عدم الحركة. من الصعب تطبيق هذا التعميم على طبقات الأقمشة الرقيقة جدًا أو الملابس الداخلية، حيث تحتل طبقة الهواء الساكن الموجودة التي لا تزيد عن 0.5 سم سمكًا. وبالتالي، فإن هذه الطبقات الرقيقة تقدم مساهمة ضئيلة في العزل الجوهري للملابس. إن مقياس العزل القياسي للملابس هو 1.57 كلو· سم-1 في السمك، وهو ما يعادل 4 كلو· بوصة-1.

## التطبيقات

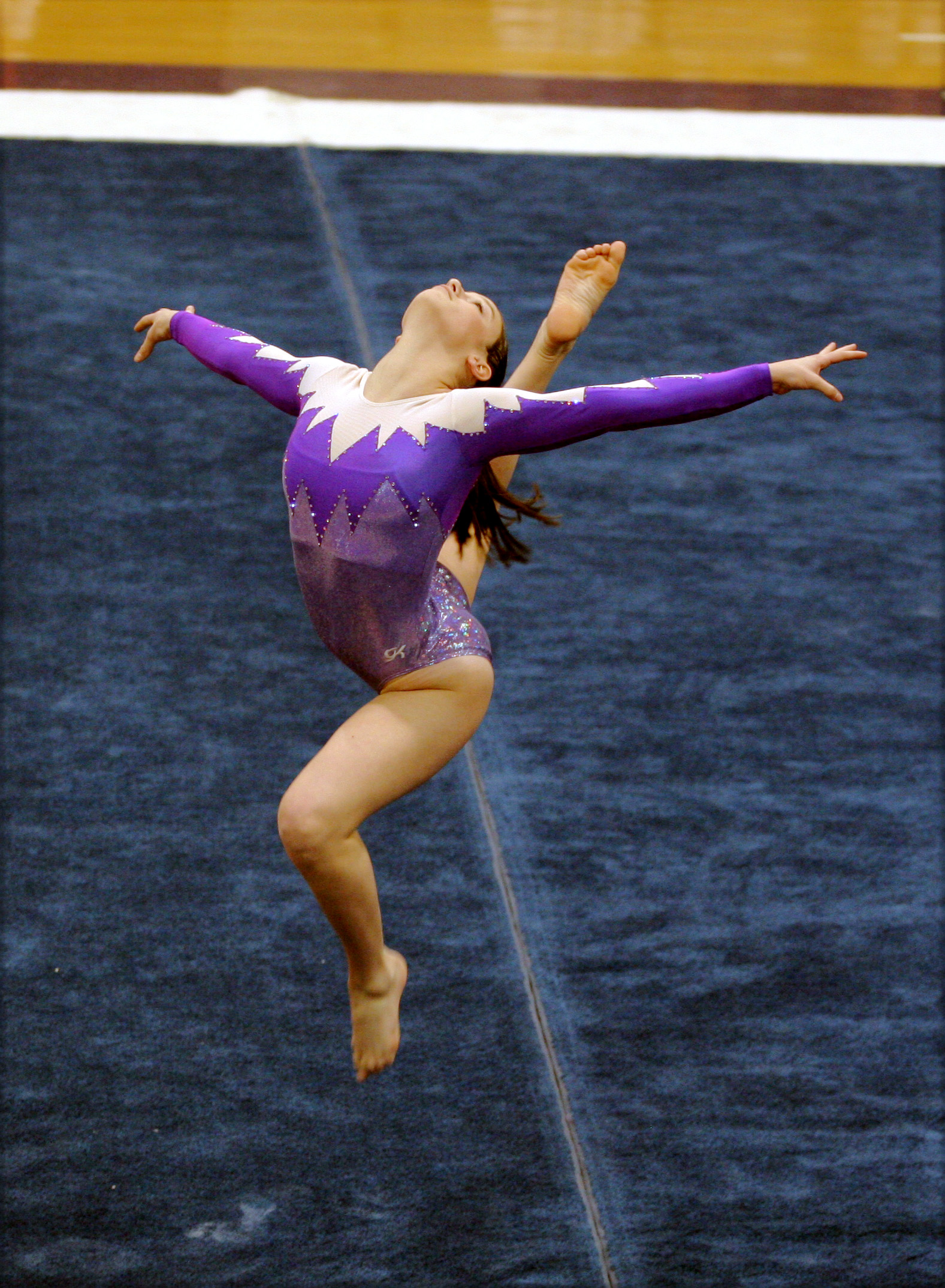
تحسين القدرة على الحركة باستخدام الإسباندكس

من المتوقع أن تؤدي التطورات في الألياف والمنسوجات والإلكترونيات والتشطيبات الوظيفية وفسيولوجيا الملابس إلى تحسين حياة الإنسان في العديد من المجالات مثل الطب والجيش وإطفاء الحرائق والرياضات الخطرة وتطبيقات الملابس الأخرى. وقد دُفعت دراسة فسيولوجيا الملابس بسبب الحاجة إلى تصميم أنظمة ملابس فعالة لمختلف البيئات المتخصصة مثل الفضاء والمناطق القطبية والعمليات تحت الماء والبيئات الصناعية.

### راحة الملابس
الراحة هي مفهوم متعدد الأوجه يشمل تصورات مختلفة، بما في ذلك الاحتياجات الفسيولوجية والاجتماعية والنفسية. بعد التغذية، تعتبر الملابس أحد الأشياء الأكثر أهمية التي يمكن أن تلبي متطلبات الراحة. وذلك لأن الملابس تقدم مجموعة من الفوائد، بما في ذلك الراحة الجمالية واللمسية والحرارية والرطوبة والضغط.

### الحماية

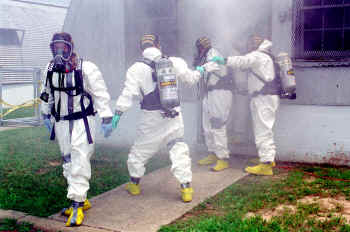
وكلاء إدارة مكافحة المخدرات يرتدون بدلات المواد الخطرة من المستوى B

تتأثر بشكل كبير راحة الرياضي من فسيولوجيا الملابس بتأثير الضغط الذي تمارسه ملابسه. هناك علاقة مباشرة بين درجة الحمل الضغطي الذي تمارسه الملابس وكثافة التعرق والارتفاع الناتج في درجة حرارة الجلد. على وجه التحديد، يؤدي الحمل الضغطي الأكبر على الجسم إلى درجة أعلى من التعرق وزيادة في درجة حرارة الجلد.

## الاختبارات
أصبحت النماذج الحرارية الفيزيولوجية أداة شائعة للتنبؤ بالتفاعلات الفسيولوجية البشرية في ظروف بيئية وملابس مختلفة.
يمكن تقييم علم وظائف الأعضاء الملابس من خلال استخدام مجموعة متنوعة من الأدوات المتطورة، بما في ذلك: شيرلوك هو جهاز اختبار مانيكان حراري طورته معاهد هوهنشتاين لتقييم علم وظائف الأعضاء الملابس، وهو مجهز بإمكانيات محاكاة التعرق.

### تجربة سبايس تيكس
في تجربة سبايس تيكس، قُيمت أقمشة مبتكرة لقدرتها على تعزيز انتقال الحرارة وإدارة العرق أثناء النشاط البدني، استنادًا إلى خواصها المضادة للبكتيريا. ستكون القمصان سريعة الجفاف المصنوعة من هذه الأقمشة مفيدة للرياضيين ورجال الإطفاء والعمال في المناجم والعسكريين. ويمثل هذا أول تجربة في فسيولوجيا الملابس ظهرت في حالة انعدام الوزن، حيث تسعى شركات تصنيع الملابس الرياضية إلى تحسين منتجاتها وفقًا لذلك. وفي الواقع، قاموا بالفعل بتطوير بوليستر معدّل للاستخدام من قبل الجيش السويسري.

## إجراءات احترازية معينة
الجهاز اللحافي هو عضو مهم في الجهاز المناعي، يمتلك أنشطة محددة وغير محددة مرتبطة بالمناعة. يمكن أن تؤدي الأقمشة المضادة للميكروبات إلى تعطيل آليات الدفاع غير المحددة للجلد مثل الببتيدات المضادة للميكروبات أو البكتيريا الدقيقة المقيمة.

## علم النفس الاجتماعي للملابس
يتضمن علم النفس الاجتماعي للملابس فهم الروابط التي توجد بين الملابس والسلوك البشري. يُستخدم علم النفس الاجتماعي للإشارة إلى البحث الذي يحاول الإجابة على الأسئلة المتعلقة بكيفية تشكيل معتقدات الفرد المتعلقة بالملابس، ومواقفه، وإدراكاته، ومشاعره، وسلوكاته من قبل الآخرين والذات. يهتم علم النفس الاجتماعي للملابس بكيفية تأثير ملابس الفرد على سلوك نفسه وكذلك سلوك الآخرين تجاهه.